# 三枚堂達也
三枚堂 達也（さんまいどう たつや、1993年7月14日 - ）は、日本将棋連盟所属の棋士。内藤國雄九段門下。棋士番号は294。千葉県浦安市出身。都立白鷗高等学校卒業。関東所属。

## 棋歴
三枚堂の祖父が懇意にしていた内藤國雄にすすめられて将棋を覚える。内藤の紹介で石田和雄が師範を務める「柏将棋センター」に、1歳年下の佐々木勇気と共に幼稚園時代から通い詰め、石田に見守られつつ棋力を向上させた。
2004年9月に内藤國雄門下で奨励会に入会。
6級から5級に昇級するのに1年8ヶ月を費やし、その間2回に亘り7級降級の危機に瀕し、2級から1級にも1年3ヶ月、1級から初段にも1年7ヶ月、初段から2段にも1年9ヶ月を費やすなど、段級位が低かった頃は著しく苦労した。
しかし、2011年12月に二段となって以降は一転して好調を維持し、1年経った2012年12月に三段となり、2013年度前期・第53回から三段リーグに参加する権利を得た。
三段リーグ参加後も好調は続き、初参加の第53回で2番手（13勝3敗）の状態で最終日を迎え1勝1敗としたものの、3～4番手（12勝4敗）の参加者がいずれも連勝しなかったことにより、最終的に14勝4敗・2位の成績を修め、第24回（1999年度後期）の松尾歩以来29回（14年6ヶ月）ぶり、現行制度以降5人目の“三段リーグ1期抜け”の快挙を遂げる形で四段昇段（プロ入り）した。
このような“スピード昇段”を遂げた為、奨励会三段として出場できる公式戦（竜王戦・新人王戦・加古川青流戦）に出場した経験が無い。
プロ四段としての初対局は2013年12月20日・第40期棋王戦予選、対局相手は偶然にも佐々木勇気であった。（結果は負け）
プロ5年目（順位戦は4年目）となる2017年度は、前年度の成績優秀につき第67回（2017年度）NHK杯将棋トーナメントでシード（予選免除）となり、本戦トーナメントに初出場。本戦1回戦で、菅井竜也七段に敗れた。
2017年5月8日、第30期竜王ランキング戦5組準決勝戦（対伊藤真吾五段）に敗れ、この時点での竜王ランキング戦連続2回昇級による五段昇段を逃すが、この敗戦が六段・七段への昇段を早めるきっかけとなった（詳細は後述）。
2017年7月27日、第11回朝日杯将棋オープン戦一次予選（対増田康宏四段）に勝ち、勝数規定（四段昇段後100勝）を満たし五段昇段。
2017年8月27日、第2回上州YAMADAチャレンジ杯で、大橋貴洸（準決勝）と髙見泰地（決勝）を破り、棋戦初優勝。
2017年11月24日、第30期竜王ランキング戦5組昇級者決定戦（対富岡英作八段）に勝ち、4組昇級とともに六段に昇段（竜王ランキング戦連続2回昇級による）。もし上述の同年5月8日の準決勝戦に勝っていたら、その時点で竜王ランキング戦連続2回昇級で五段に昇段したはずだが、同年7月27日の勝数規定による昇段はなくなり、他に昇段規定に該当する事由がなかったため、同年の六段への昇段はなかった。結果的に、5月8日の敗戦が、短期間で四段から六段へと昇段する結果をもたらした。この件に関し、片上大輔七段が「三枚堂四段が竜王戦で裏街道に回ってから昇級したことで、六段にジャンプアップというケースが生じました。」と述べている
2018年5月4日、第31期竜王ランキング戦4組2位となり、3組昇級。
2019年9月4日、第32期竜王ランキング戦3組昇級者決定戦で行方尚史八段に勝利して2組昇級。六段昇段後の竜王ランキング戦2回連続昇級により、七段に昇段した。上述の敗戦による六段へのスピード昇段が、七段へのスピード昇段にも繋がった。
第78期順位戦は9勝1敗の好成績でクラス2位となり、C級1組への昇級を決めた。

## 棋風
- 居飛車党で、角換わりを得意戦法としている。序盤から果敢に仕掛ける、鋭い攻め将棋。
- 桂馬の活用に定評がある[2] 。

## 交友関係
いずれも、四段昇段の際のインタビューによる。
- 前述の通り、佐々木勇気とは幼少期から親しく奨励会入会も同期だった関係から、自身より3年早く四段となった佐々木をライバルとしている。
- 三枚堂の祖父が内藤國雄と知り合いで、内藤に勧められたことがきっかけで将棋を覚えた関係から、石田門下ではなく内藤門下として入会した[注 1]。
- 2014年1月25日に開催された「三枚堂達也四段昇段・佐々木勇気四段加古川青流戦優勝記念祝賀会」では、三枚堂及び佐々木が小学生の頃のツーショット写真がスライドショーで公開され、両者が当該写真と同じポーズで記念撮影をする演出も見られた。

## 人物
- 「三枚堂」の苗字は岩手県大槌町の三枚堂地区に由来。全国でも100名ほどしかいない[11][12]。将棋ファンや棋士からは「さんま先生」「秋刀魚ちゃん」[注 2]などの苗字を略した愛称で親しまれている[13]。
- TV・ネット中継でのインタビューや解説では、ウイットあふれる語りで知られる[注 3][14]。「桂（かつら）の貴公子」[注 4]と称し「将棋世界」2018年3月号に記事「桂の貴公子が教える桂の技法」を執筆した。
- イベントで「無人島に持っていきたいものは？」の質問に「勇気」（courageと佐々木勇気のダブルミーニング）と答えたり[15]、師匠である内藤國雄の署名した時代劇の通行手形や、越後屋光圀の印籠を見せつける寸劇でファンを楽しませる。また、出身地である浦安市民の将棋クラブで指導するなど、ファンとの交流に力を入れている棋士である[16]。
- ダーツやビリヤードなどの室内競技が好き[17]。
- 「週刊少年ジャンプ」2018年24号～40号で連載された「紅葉の棋節」で監修を務めた[18]。

## 昇段履歴
昇段規定は、将棋の段級 を参照。
- 2004年09月00日 : 6級 = 奨励会入会
- 2010年03月00日 : 初段
- 2011年12月00日 : 二段
- 2012年12月00日 : 三段（第53回奨励会三段リーグ＜2013年度前期＞から三段リーグ参加）
- 2013年10月01日 : 四段（第53回奨励会三段リーグ成績2位、1期抜け） = プロ入り
- 2017年07月27日 : 五段（勝数規定 ／公式戦100勝、）[19]
- 2017年11月24日 : 六段（竜王ランキング戦連続昇級）[20]
- 2019年09月04日 : 七段（竜王ランキング戦連続昇級）[21]

## 主な成績

### 棋戦優勝
- 上州YAMADAチャレンジ杯　1回（2017年度・第2回）

### 在籍クラス
| 開始 年度 | (出典)順位戦出典 | (出典)順位戦出典 | (出典)順位戦出典 | (出典)順位戦出典 | (出典)順位戦出典 | (出典)順位戦出典 | (出典)順位戦出典 | (出典)順位戦出典 | (出典)竜王戦出典 | (出典)竜王戦出典 | (出典)竜王戦出典 | (出典)竜王戦出典 | (出典)竜王戦出典 | (出典)竜王戦出典 | (出典)竜王戦出典 | (出典)竜王戦出典 | (出典)竜王戦出典 | (出典)竜王戦出典 |
| 開始 年度 | 期               | 名人             | A級              | B級              | B級              | C級              | C級              | 0                | 期               | 竜王             | 1組              | 2組              | 3組              | 4組              | 5組              | 6組              | 決勝 T           |                  |
| 開始 年度 | 期               | 名人             | A級              | 1組              | 2組              | 1組              | 2組              | 0                | 期               | 竜王             | 1組              | 2組              | 3組              | 4組              | 5組              | 6組              | 決勝 T           |                  |
| --- | ---------------- | ---------------- | ---------------- | ---------------- | ---------------- | ---------------- | ---------------- | ---------------- | ---------------- | ---------------- | ---------------- | ---------------- | ---------------- | ---------------- | ---------------- | ---------------- | ---------------- | ---------------- |
| 2013 | 72               | 四段昇段前       | 四段昇段前       | 四段昇段前       | 四段昇段前       | 四段昇段前       | 四段昇段前       | 四段昇段前       | 27               |                  |                  |                  |                  |                  |                  | 6組              | --               | 4-2              |
| 2014 | 73               |                  |                  |                  |                  |                  | C248             | 8-2              | 28               |                  |                  |                  |                  |                  |                  | 6組              | --               | 2-2              |
| 2015 | 74               |                  |                  |                  |                  |                  | C205             | 7-3              | 29               |                  |                  |                  |                  |                  |                  | 6組              | --               | 6-1              |
| 2016 | 75               |                  |                  |                  |                  |                  | C207             | 7-3              | 30               |                  |                  |                  |                  |                  | 5組              |                  | --               | 4-1              |
| 2017 | 76               |                  |                  |                  |                  |                  | C206             | 5-5              | 31               |                  |                  |                  |                  | 4組              |                  |                  | --               | 4-1              |
| 2018 | 77               |                  |                  |                  |                  |                  | C220             | 8-2              | 32               |                  |                  |                  | 3組              |                  |                  |                  | --               | 3-1              |
| 2019 | 78               |                  |                  |                  |                  |                  | C209             | 9-1              | 33               |                  |                  | 2組              |                  |                  |                  |                  | --               | 0-2              |
| 2020 | 79               |                  |                  |                  |                  | C131             |                  | 5-5              | 34               |                  |                  |                  | 3組              |                  |                  |                  | 0-1              | 4-1              |
| 2021 | 80               |                  |                  |                  |                  | C121             |                  | 4-6              | 35               |                  |                  | 2組              |                  |                  |                  |                  | --               | 4-1              |
| 2022 | 81               |                  |                  |                  |                  | C125             |                  | 6-4              | 36               |                  | 1組              |                  |                  |                  |                  |                  | --               | 0-2              |
| 2023 | 82               |                  |                  |                  |                  | C109             |                  | 6-4              | 37               |                  |                  | 2組              |                  |                  |                  |                  | --               | 0-2              |
| 2024 | 83               |                  |                  |                  |                  | C110             |                  |                  | 38               |                  |                  |                  | 3組              |                  |                  |                  | --               |                  |
| 順位戦、竜王戦の 枠表記 は挑戦者。右欄の数字は勝-敗(番勝負/PO含まず)。 順位戦の右数字はクラス内順位 ( x当期降級点 / *累積降級点 / +降級点消去 ) 順位戦の「F編」はフリークラス編入 /「F宣」は宣言によるフリークラス転出。 竜王戦の 太字 はランキング戦優勝、竜王戦の 組(添字) は棋士以外の枠での出場。 |                  |                  |                  |                  |                  |                  |                  |                  |                  |                  |                  |                  |                  |                  |                  |                  |                  |                  |

### 年度別成績
| 年度             | 対局数 | 勝数 | 負数 | 勝率   | (出典) |
| ---------------- | ------ | ---- | ---- | ------ | ------ |
| 2013             | 7      | 3    | 4    | 0.4285 | [ 24 ] |
| 2014             | 37     | 25   | 12   | 0.6756 | [ 25 ] |
| 2015             | 37     | 22   | 15   | 0.5945 | [ 26 ] |
| 2016             | 53     | 39   | 14   | 0.7358 | [ 27 ] |
| 2017             | 59     | 40   | 19   | 0.6779 | [ 28 ] |
| 2018             | 42     | 27   | 15   | 0.6428 | [ 29 ] |
| 2019             | 38     | 24   | 14   | 0.6315 | [ 30 ] |
| 2020             | 36     | 24   | 12   | 0.6666 | [ 31 ] |
| 2013-2020 (小計) | 309    | 204  | 105  |        |        |
| 年度             | 対局数 | 勝数 | 負数 | 勝率   | (出典) |
| 2021             | 38     | 19   | 19   | 0.5000 | [ 32 ] |
| 2022             | 38     | 23   | 15   | 0.6052 | [ 33 ] |
| 2023             | 32     | 19   | 13   | 0.5937 | [ 34 ] |
| 2021-2023 (小計) | 108    | 61   | 47   |        |        |
| 通算             | 417    | 265  | 152  | 0.6354 | [ 35 ] |
| 2023年度まで     |        |      |      |        |        |

### 記録
- 三段リーグ在籍1期での四段昇段 - 現行制度の第2回リーグ以降では達成5人目（ほかに第1回リーグでの昇級者2名）